# フランス・ルネサンスの文学

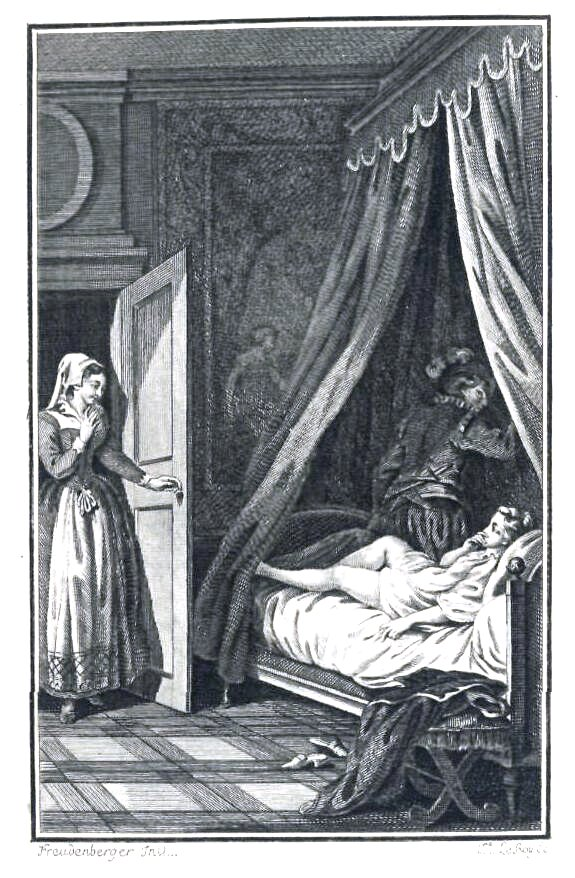
ルネサンス期の代表的枠物語『エプタメロン』の一場面

フランス・ルネサンスの文学では、フランスにおけるルネサンス期、すなわちイタリア戦争開始（1494年）頃からユグノー戦争終結（1598年）頃までのフランス文学について扱う。時期区分から明らかなように、本記事は実質的に16世紀フランス文学を対象とするに等しい。
なお、「フランス文学」は、「フランス語で書かれた文学」と、「フランス人によって書かれた（ラテン語作品なども含む）文学」の2通りの意味があるが、ここでは前者を基軸としつつ、ラテン語作品などにも一定の配慮をするものとする（ちなみに前者は、スイスや現ベネルクス領内で刊行されたものも含む）。

## 概要
16世紀初頭までのフランス文学は、詩であれ、物語であれ、中世までの伝統の継承という特色を強く示していた。しかし、人文主義やネオプラトニズムに特徴付けられるイタリア・ルネサンスの影響が、イタリア戦争やカトリーヌ・ド・メディシスのフランス王家への嫁入りなどによって、フランス国内に持ち込まれるようになると、文学の傾向にも根底からの変化が促されるようになった。
詩の分野で大きな影響を及ぼしたのは、ペトラルカの作品である。恋愛を主たるテーマとしたそのテーマ設定やスタイルもさることながら、それをイタリア語で歌い上げたことは、貴族的な文学にもラテン語ではなくフランス語を用いようとするプレイヤード派などにも影響を与えた。
物語の領域では、ジョヴァンニ・ボッカッチョの『デカメロン』の影響が強かった。この時期のフランス短編小説の傑作『エプタメロン』は、デカメロンの枠物語の形式を模倣したものである。
劇作品についても、イタリアの悲劇や喜劇の翻訳が当時大変にもてはやされ、17世紀に本格化するフランス演劇の勃興にも大きく寄与した。

## フランス文学と出版
16世紀には、活版印刷の本格化が、文学の発展と普及にも貢献した。
古代ギリシャ・ローマの文学に接しやすくなったことは、フランス文学の方向性に影響を与えた。さらに同時代の他国の文学作品の翻訳も多く出版され、それらの模倣や翻案もまた、フランス文学の発展に寄与した。また、世紀後半になると、青本の出版も始まり、簡素なものではあったが、一般大衆にとっての活字世界への入り口として機能した。
パリの出版業者の中では、エチエンヌ家が重要な存在であった。その一人、ロベール・エチエンヌは、聖書を初めて章と節に分けて出版した。弟のシャルルは、エチエンヌ・ド・ラ・リヴィエールとともに、図解された解剖学書を出版した。ロベールの息子のアンリは、出版事業の傍ら自身でもフランス語の語彙に関する研究を複数著した。
また、リヨンでは、セバスチャン・グリフやジャン・ド・トゥルヌらが、様々な作家の著書を世に送り、リヨンを文学の一大拠点とすることに貢献した。

## 詩

### 伝統的な詩法とイタリア文化の影響
フランス・ルネサンス黎明期の詩は、15世紀以来の伝統、すなわちよく練られた韻律上・描写上の試みや、練達な言葉遊びによって特徴付けられる。この担い手となったのは、ジャン・ルメール・ド・ベルジュやジャン・モリネら北部の詩人たちであり、彼らは「グラン・レトリクール」と呼ばれた。

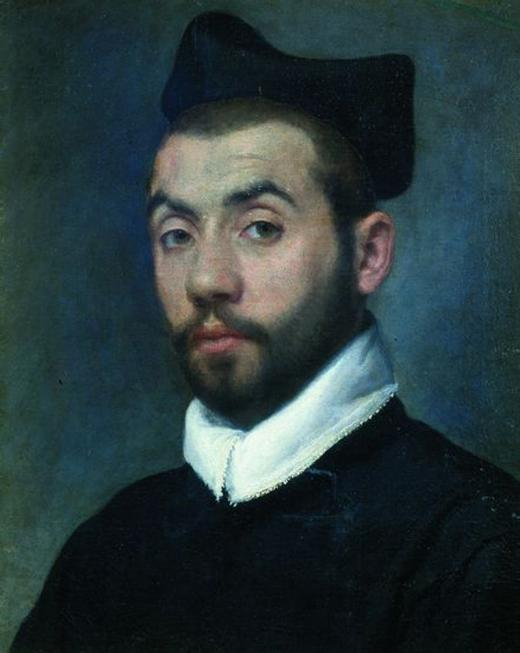
クレマン・マロ

しかし、こうした伝統は、主としてイタリアから様々な動きが流入したことで、根底から揺り動かされた。その動きとは、理想化された恋人に捧げられたソネット集などに特徴付けられるペトラルカの衝撃、ルイージ・アラマンニのようにフランス宮廷で活動したイタリア詩人たちの影響、フィチーノらによるネオプラトニズムや人文主義、そしてピンダロスやアナクレオンといった古代ギリシャ詩人たちの再発見などである。クレマン・マロやメラン・ド・サン＝ジュレはフランス詩にソネットを持ち込んだとされるが、上記の諸要素に照らした場合、まだまだ伝統的な形式からの借用が多かったといえる。
新たな動きを最初に十全に取り入れたのは、ジャック・ペルチエ・デュ・マンである。彼は1541年にホラティウスの『アルス・ポエティカ（詩法論）』をフランス語訳した人物であり、1547年にはアンソロジー『詩篇集』を纏めている。ここには、ホメロスの『オデュッセイア』の最初の2篇、ウェルギリウスの『ゲオルギカ』の第一の書、ペトラルカの12篇のソネット、ホラティウスの3篇のオード、マルティアリス式の風刺詩が含まれており、上記の新たな動きを十分に意識していることが明白である。この著書は、2人の若手詩人の詩を最初に公刊したことでも知られている。その2人とは、ロンサールとデュ・ベレーである。

### プレイヤード派
16世紀半ばに、ロンサール、デュ・ベレー、バイフらコレージュ・ド・コクレで学んだ若手詩人たちが、新たなグループを形成した。今日、このグループは（そうした呼称になお議論の余地はあるものの）プレイヤード派として知られている。彼らの文学的試みは、デュ・ベレーの名で発表された宣言書『フランス語の擁護と顕揚』（1549年）に見ることができる。そこでは、フランス語は（ペトラルカやダンテにとってのトスカーナ語のように）文学表現に値する言葉であることが主張され、ラテン語やギリシャ語の模倣も含め、フランス語の文学的・言語的な生産と精錬を行っていくことが宣布された。

#### ピエール・ド・ロンサール

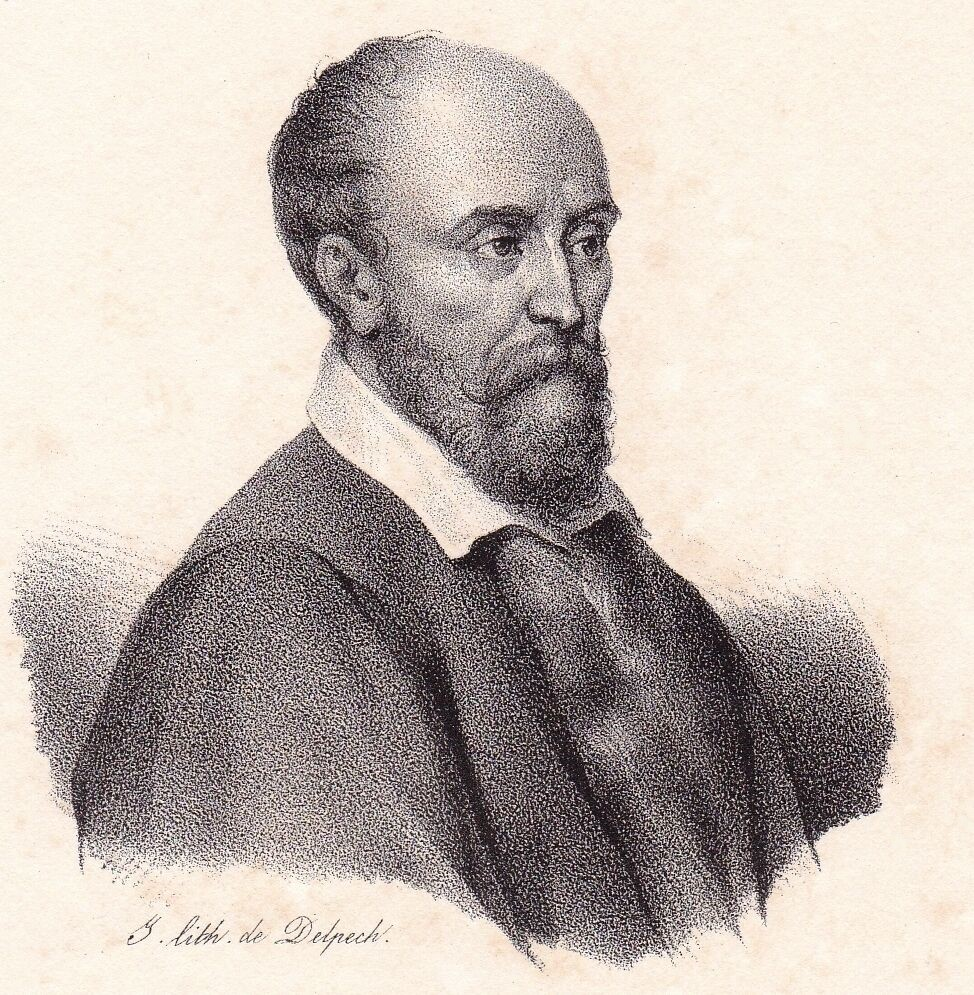
ピエール・ド・ロンサール

ロンサールはプレイヤード派の中心であると同時にフランス・ルネサンス期を代表する詩人である。彼は『オード集』『恋愛詩集』などによって、今なお高く評価されている。
彼は、ウェルギリウスやホメロスを手本に、『フランシアード』と題したフランス王家の起源を歌った長編叙事詩を執筆したこともあった。しかし、この試みは失敗作と見なされている。

#### ジョアシャン・デュ・ベレー
デュ・ベレーは、ロンサールと並ぶプレイヤード派の中心人物であった。1550年代のローマでの長期滞在が、彼の作詩に大きく影響した。彼がローマに抱いていた憧憬は、廃墟と退廃しか見いだせなかったこの滞在によって打ち砕かれたが、その経験は、1558年の3作品、すなわち『ローマの古跡』『哀惜詩集』『夢』に結びついたからである。

#### ジャック・ペルチエ・デュ・マン
既に見たように、ペルチエ・デュ・マンは、イタリアからの新動向の摂取などに功があったが、彼は後に自身の作詩の代表作である『愛の中の愛』を著した。これは、流星や諸天体などを歌い上げた百科事典的な詩集であり、バイフやデュ・バルタスへの影響が指摘されている。

#### プレイヤード派の他の詩人
バイフらは、ラテン語、ギリシャ語、ヘブライ語などの詩の律格をフランス語に取り入れようと試みた。

#### 詩と預言
ポンチュス・ド・チヤールに顕著であったように、プレイヤード派の幾人かにとっては、作詩それ自体が預言や神託の一形態、あるいは恋愛的情熱、預言的熱狂、酩酊などにも似た詩神の憑依と見なされていた。

#### 詩の表現形態とテーマ
この時期に支配的だった表現形態は、ペトラルカ的なソネットやホラティウス/アナクレオン的なオードであった。ロンサールもまた、早くからピンダロス的なオードをフランス語で受容しようとした。
詩には神話が歌い込まれることがしばしばであったが、それ以上に自然の世界が歌い上げられることが多かった。ほかには、レミ・ベローに見られたような二律背反的な賛辞や女性の身体の部位を象徴的に歌い上げることなども見られた。

### リヨン派

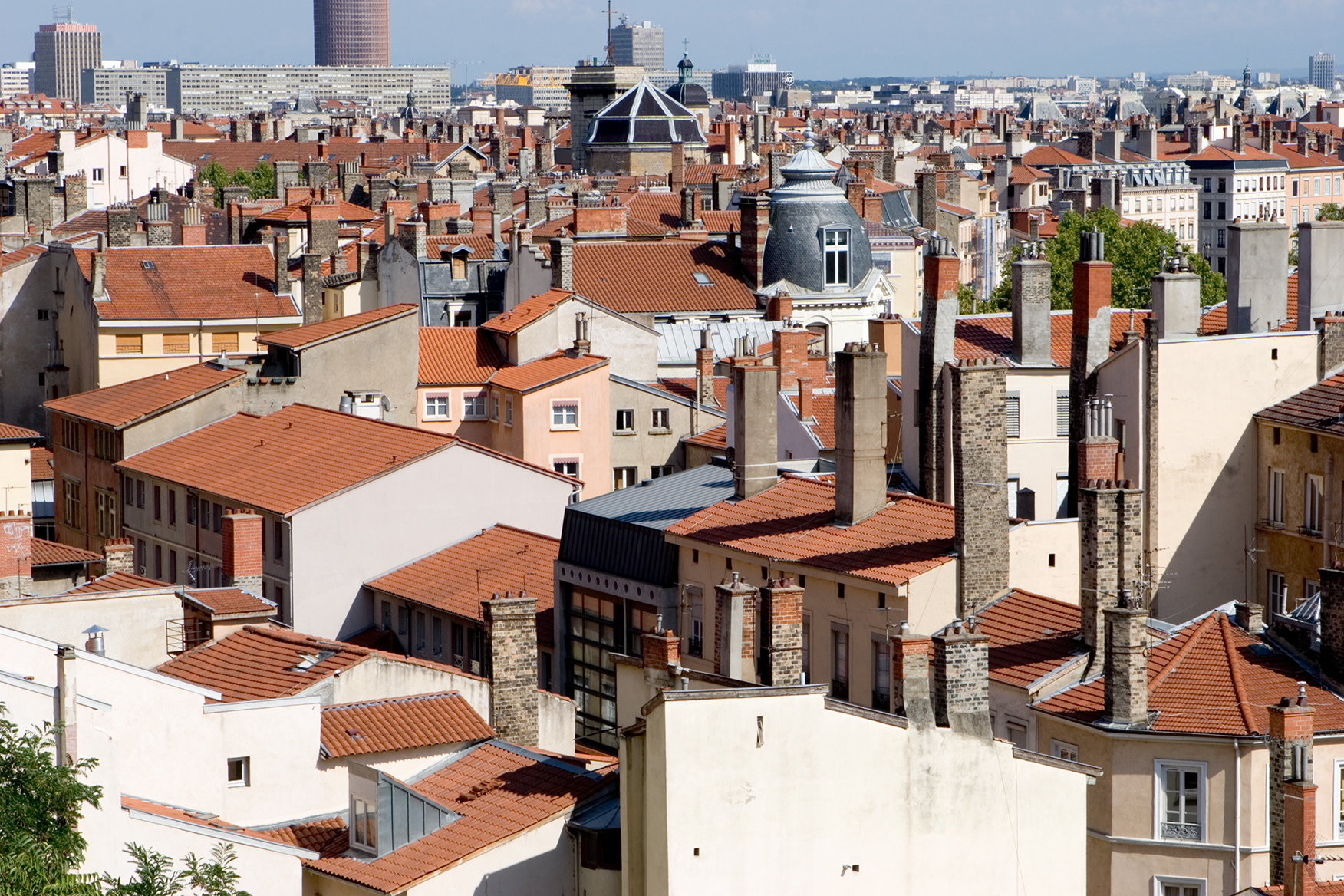
現在のリヨン

ルネサンス期には、ロンサールらのいた宮廷が詩人の中心地であったことは確かだが、当時フランス第二の都市であったリヨンもまた、詩人や人文主義者の重要な拠点として機能していた。ここで活動していた者たちは、リヨン派と呼ばれることがある（プレイヤード派同様、この呼称にも議論がある）。
彼らの中心となったのは、モーリス・セーヴである。彼の代表作『デリー』に見られるように、当時のリヨンの詩人たちには、新プラトン主義やヘルメス主義の影響を見ることができた。当時、リヨンで活躍した詩人には、後にプレイヤード派にも参画するポンチュス・ド・チヤールのほか、ルイーズ・ラベを始めとする女性詩人たちが含まれていた。

### ユグノー戦争の影響

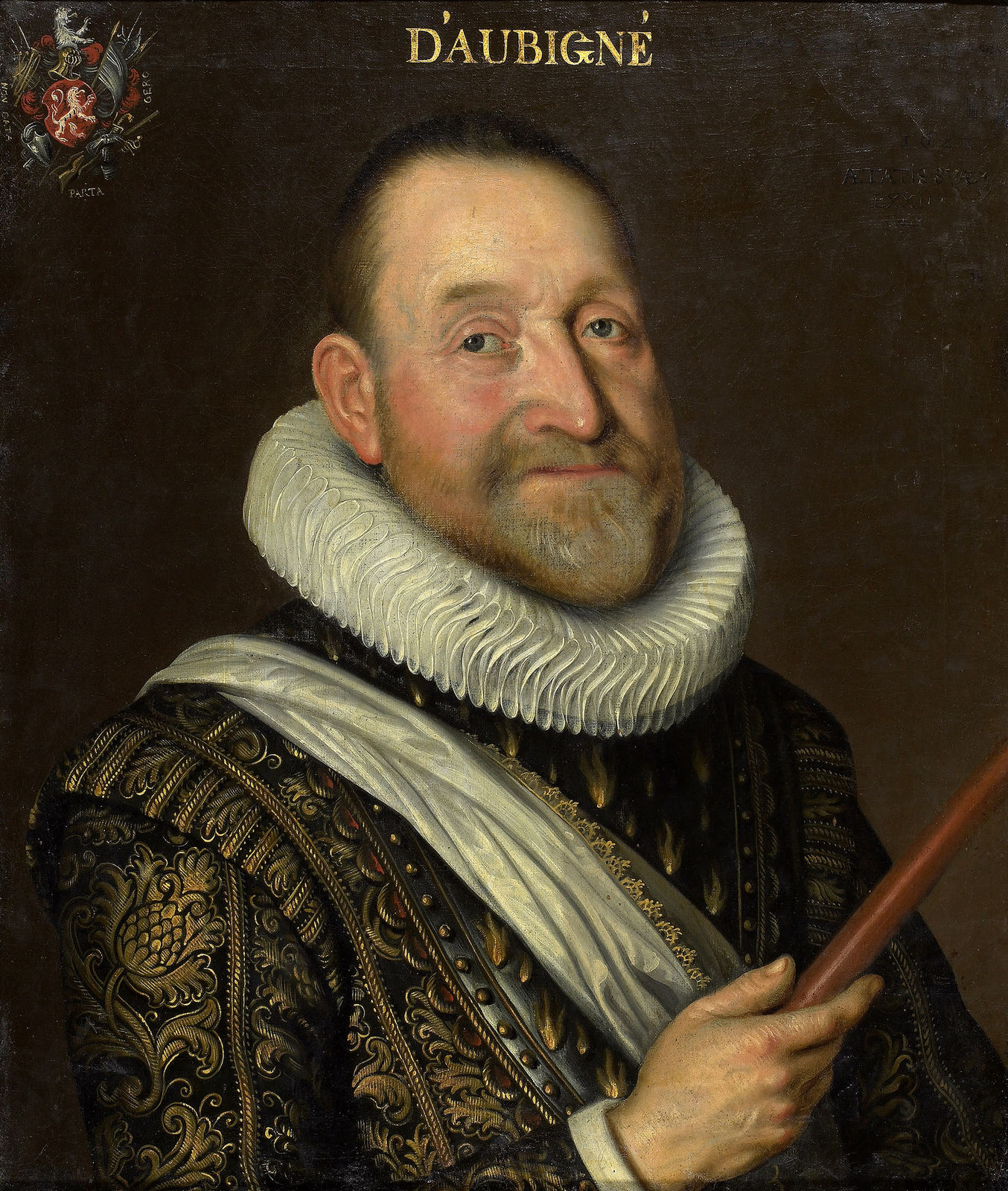
アグリッパ・ドービニェ

ルネサンス末期の作詩は、ユグノー戦争が影を落とし、厭世的な要素などが見られるようになった。他方で、戦火の恐怖は、プロテスタント詩人アグリッパ・ドービニェの代表作である詩集『悲愴曲』の誕生を触発したのである。

## エンブレム文学
印刷業の発達は、新しい文学表現を生み出した。それがエンブレム文学である。これは、木版画による寓意図、対応する銘句、敷衍する詩の3点が一体となったものである。ミラノ出身のアンドレーア・アルチャートによる『エンブレマタ』を嚆矢として、西欧諸国でエンブレム・ブックが次々と刊行されることになるが、フランスも例外ではなかった。

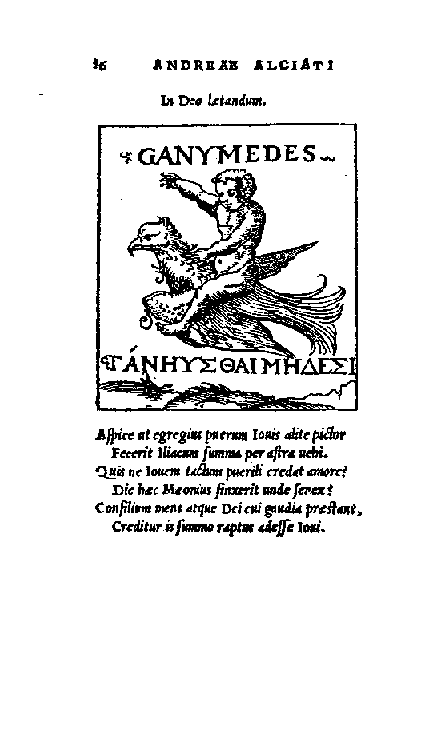
『エンブレマータ』所収のエンブレムの一つ

『エンブレマタ』は、フランスでも人気を博し、特にリヨンでは30版以上を重ねた。リヨンの出版業者マセ・ボノムは、オリジナルのラテン語版以外にフランス語版、スペイン語版、イタリア語版などを相次いで刊行した。こうした動向に刺激されるかのように、ギヨーム・ド・ラ・ペリエールの『良き創意の劇場』、バルテルミー・アノーの『詩的想像力』など、フランス人によるエンブレム・ブックも次々と出版されるようになった。既に触れたセーヴの『デリー』も、エンブレム・ブックとしての側面を持っている。

## 長編物語

### 16世紀前半の傾向
16世紀前半には、なおも中世的な騎士道文学が支配的であった。例えば、『モントーバンのルノー』、『デンマークのオジエ』、『ペルスフォレ』などである。

### 翻訳された物語の流入
1540年代以降、外国、特にスペイン＝ポルトガルの長編物語が翻訳されて、広く読まれるようになった。例えば、『ガリアのアマディス』、『オリーヴのパルムラン』、『ギリシャのプリマレオン』などである。このうち、『ガリアのアマディス』は、フランソワ1世からアンリ4世までの宮廷における振る舞いの事実上の規範になり、馬上槍試合や儀式でも模倣された。イタリアの叙事詩『恋するオルランド』『怒れるオルランド』（更に16世紀末にはトルクァート・タッソの『解放されたエルサレム』）などが、類似のトーンと内容で（しばしば散文によって）フランス語訳されて大成功をおさめた。また、若干時期を遡るが、イタリアの作家ルイージ・プルチの『巨人モルガン』は、騎士道文学を戯画化したものであり、ラブレーの巨人譚の重要なモデルとなった。

### フランソワ・ラブレー

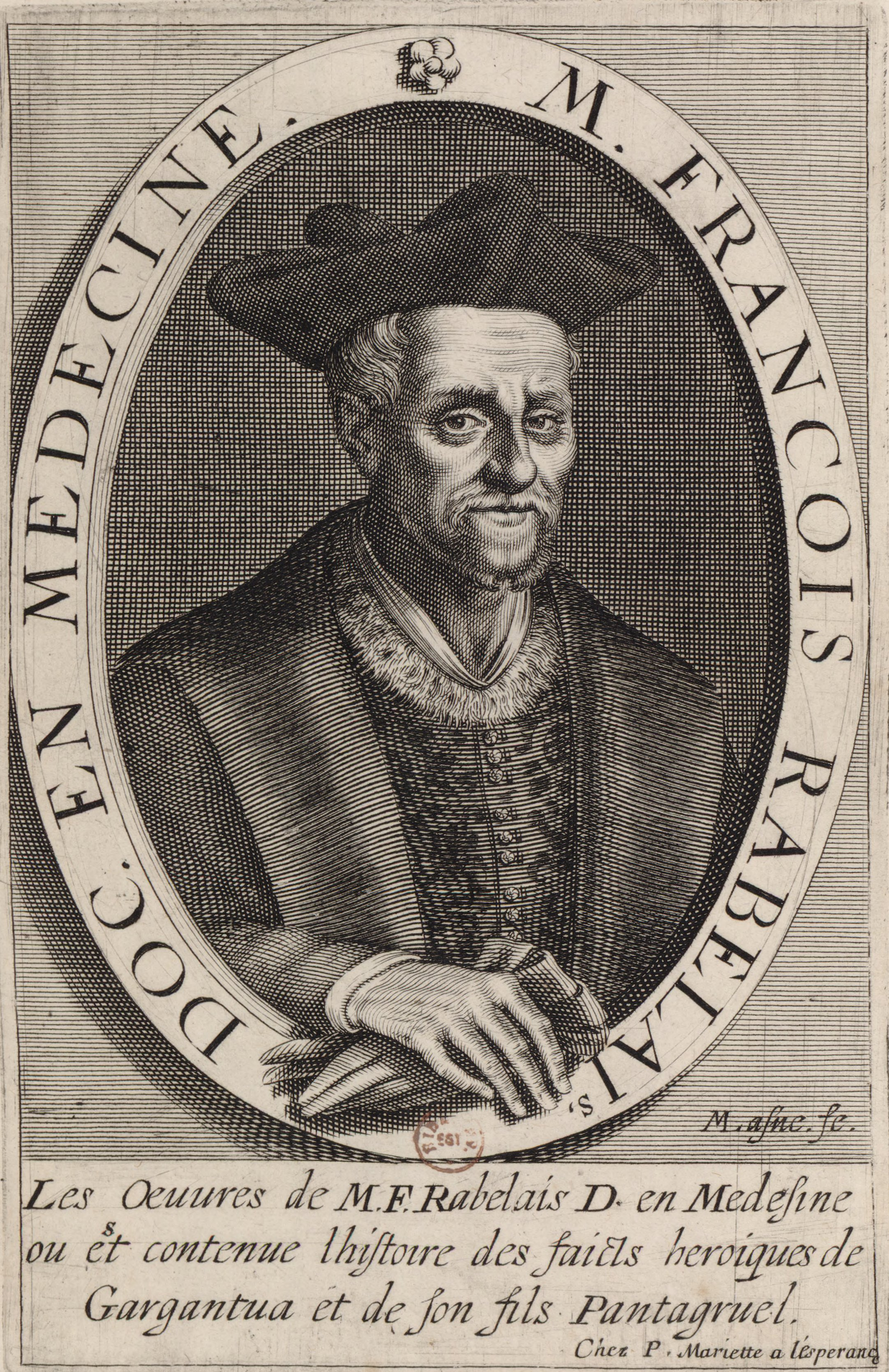
フランソワ・ラブレー

ルネサンス期のフランス長編物語を語る上で、ラブレーの『ガルガンチュワとパンタグリュエル』を逸することはできない。
この作品は、人文主義と中世の笑劇（巨人譚、英雄の戦い、糞尿譚）とが、滑稽にして不条理な形で渾然一体となったものであり、そこでの言葉遣いやユーモアは、後代しばしば野卑なものと見なされた。この作品には、悪ふざけを伴いつつも、宗教的偽善、政治的不正、人間不信などに関する鋭い風刺が込められている。

### 翻訳物語の傾向と国産物語の台頭
この時期のフランスの文学的指向は、スペイン人作家ディエゴ・デ・サン・ペドロやフアン・デ・フロレスの作品で描かれていたような情愛や悲愴といったものであった。これらのスペイン作家の作品はもてはやされたが、その淵源は、ある軽蔑された女性を鋭く描き出したボッカッチョの『フィアンメータ嬢』に遡る。この感傷的な調子は、エリゼンヌ・ド・クレンヌの『愛から生じる悲痛なる煩悶』の一部にも素晴らしい表現を見いだすことになる。それは、感傷的・騎士道的要素、人文主義的学識、雄弁などがブレンドされたものである。
外国の冒険小説は、16世紀後半に、ベロアルド・ド・ヴェルヴィルやニコラ・ド・モントルーといったフランス人作家との競争にさらされることになる。現代では読まれなくなっているこれらの著者は、伝統的な騎士道文学の様式の多くを棄て、2つの新たなインスピレーションの源から借用した技術や付随事項に置き換えた。その2つとは、ヘリオドルスやロングスらによる古代ギリシャの小説、およびイタリアやスペインから流入した詩と散文が渾然となった牧歌的小説である。
16世紀末期のフランス小説の新しさと発明は、匿名の作品『ラ・マリアーヌ・デュ・フィロメーヌ』で最も良く見ることができる。これは、女性に裏切られた男性が、彼女を忘れようとパリに上京する物語であるが、枠物語、情愛的感傷、夢、牧歌的要素が混ぜ合わされている。

## 短編物語
ルネサンス期には、コント、ヌーヴェル（ノベル）、ドヴィ等と呼び方は様々であったが、短編物語が大変もてはやされていた。この時期には対話篇や枠物語に人気があったが、それは、文盲の大衆への読み聞かせがしやすいことや、形式上、本題から逸れるものも含めて、洗練された題材であれ通俗的な題材であれ何でも雑多に詰め込める点などが好まれたからである。

### 枠物語

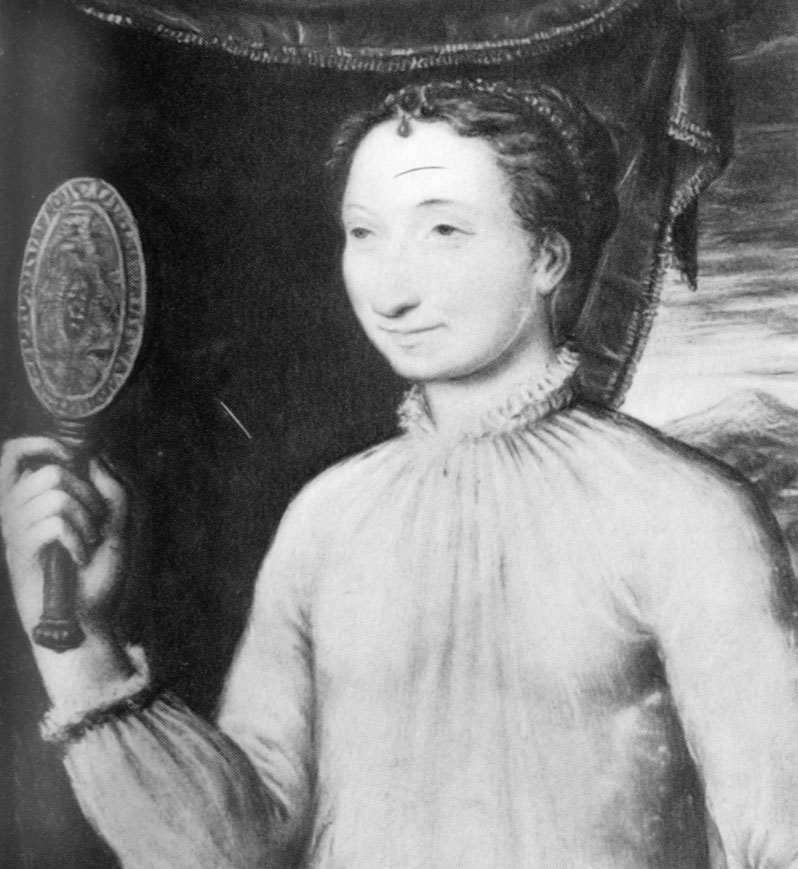
マルグリット・ド・ナヴァル

ボッカッチョの枠物語『デカメロン』が、ルネサンス期のフランス人作家に及ぼした影響ははかりしれない。フランソワ1世の姉マルグリット・ド・ナヴァルは、先進的な文学サロンを主催し、ルネサンス文学に広範な影響を及ぼしたが、彼女もまた、『デカメロン』に触発された傑作『エプタメロン』を執筆している（ただし、これは彼女の死により途絶した）。

### その他の短編作家
マルグリット以外の重要な短編作家としては、ノエル・デュ・ファイユやボナヴァンチュール・デ・ペリエなどを挙げることができる。

### 翻訳物語の影響
フランスの読者たちはまた、イタリアの作家マッテオ・バンデッロの暗い悲劇譚にも魅了され、むさぼるように読んでいた。これらは、17世紀初頭にかけて、ヴェリテ・アバン、ベニーニュ・ポワスノらによって模倣されることになる。

## 劇作品
16世紀の劇作品も、他の文学領域と同様の進化を辿った。

### ギルドと公権力の規制
16世紀初頭の数十年は、公的な劇場では、奇蹟劇は人気がなくなっていたが、中世からの神秘劇、道徳劇、笑劇、茶番劇 (sotie) などはなおも上演されていた。公的な上演は、ギルドシステムによって強く統制されていた。ギルド「受難劇団 (les Confrères de la Passion) 」は、パリでの謎劇の上演を独占的に認められていた。しかし、フランスでの宗教的亀裂の進展からの暴力や冒涜の恐怖によって、パリ高等法院は1548年に謎劇のパリでの上演を禁止した。ただし、首都以外では認められていた。
別のギルド「無憂児組劇団 (Enfants Sans-Souci) 」は笑劇と茶番劇を請け負い、「法曹劇団 (Clercs de la Basoche )」は道徳劇を上演した。受難劇団と同じく法曹劇団も政治的監視下におかれるようになり、劇は観劇委員の許可を得なければならず、また、実在の人物をモデルとした仮面や登場人物は禁じられた。そして結局1582年に上演禁止となった。16世紀末期には、受難劇団のみがパリでの独占的な権利を有し、その劇場を高額で劇団に貸し出したりしていたが、その特権は1599年に廃棄された。

### 演劇の傾向
こうした伝統的な作品を手掛けた多くの劇作家たち（笑劇で言えば、ピエール・グランゴール、ニコラ・ド・ラ・シェスナイ、アンドレ・ド・ラ・ヴィーニュなど）の一方で、進取の傾向の強かったマルグリット・ド・ナヴァルもまた、数多くの伝統的な謎劇や道徳劇を執筆していたことは特筆される。
しかしながら、16世紀初頭には、ソポクレス、セネカ、エウリピデス、アリストパネス、テレンティウス、プラウトゥスらの原語版の作品がヨーロッパでは読みうるようになっており、その後1540年代まで、人文主義者や詩人によって、そうした古典の翻訳と受容が行われていた。
フランスでは、1540年代に大学が、ジョルジュ・ビュシャナンやマルク・アントワーヌ・ミュレといった教授たちによって書かれた新ラテン劇の拠点となった。ミュレは、プレイヤード派のメンバーにも影響を与えた。そして、1550年代になると、フランス語で書かれた人文主義的劇作品も見られるようになった。

### 悲劇
セネカの作品は、人文主義的悲劇に強い影響を及ぼした。彼の劇作品、特に室内劇は、多くの人文主義的悲劇を、劇的な筋だてを越えて修辞や言語への集中に導いた。

#### 悲劇の分類
人文主義的悲劇は2つの別個の方向を持った。
- 「聖書的悲劇」 - 中世の謎劇に多分に触発されたものではあったものの、プロットは聖書から採られた。人文主義的な聖書的悲劇は、喜劇的な要素と神の存在を消去して、古典的なラインに沿って聖書の登場人物を再着想した。プロットは、しばしば同時代の政治的・宗教的諸問題とははっきりと分けられており、カトリック、プロテスタント双方の劇作家が見られた。
- 「古代的悲劇」 - プロットは神話や歴史から採られた。同じく同時代の政治的・宗教的諸問題とははっきりと分けられていた。

ユグノー戦争の進展に伴い、第三のカテゴリーが現れた。
- 「同時代的悲劇」 - プロットは同時代の事件から採られた。

#### 悲劇の研究
人文主義者たちは、劇の翻訳者や受容者としての仕事と並び、演劇の構造、プロット、登場人物などの古典理論の研究も行った。ホラティウスは1540年代に訳されたが、その内容は中世を通じて見ることができるものであった。アリストテレスの『詩学』は1570年代にやっとイタリア語訳が出たが、これもまた極度に切り詰められた形ではあったけれど、13世紀にはイブン＝ルシュドのラテン語訳によって広まっていたし、16世紀前半には他の翻訳も存在していた。なお重要なことは、全訳に先んじて、ジュール・セザール・スカリジェによる注釈（『詩学』1561年）が現れていたことである。これは彼の代表作であると同時に、フランス演劇が三一致の法則を導入する上で重要な役割を果たしたものの一つである。こうした前提は理論研究に寄与した。
4世紀の文法学者ディオメデス・グランマティクスとアエリウス・ドナトゥスもまた、古典理論の拠り所となった。16世紀イタリア人は、古典演劇理論の出版と解釈において中心的な役割を果たし、彼らの作品はフランス演劇に大きな影響を及ぼした。ロドヴィコ・カステルヴェトロの『詩法』（1570年）はアリストテレスを基礎とするものであり、三一致の法則の最初の宣言の一つであった。この作品は、ジャン・ド・ラ・タイユの『悲劇の技芸』（1572年）に結びついた。ジャン・ジョルジョ・トリッシーノの悲劇のようなイタリアの演劇や、スペローネ・スペローニやジョヴァンニ・バッティスタ・ジラルディの作品が惹起したような礼儀作法を巡る論争も、フランスの伝統に影響した。

#### 詩人と悲劇
プレイヤード派の詩的構成を特徴づけた古典からの模倣や受容を行おうとする精神に基づいて、フランスの人文主義作家たちは、次のような悲劇の形式を推奨されるものと見なした。すなわち、悲劇は五人の役者で演じられ、うち三人が貴族階級の主要人物であるべきことと、演劇はIn medias resで始まり、上品な言葉を使い、怖がらせる演出をすべきでないことなどである。
中には、ラザル・ド・バイフやトマ・セビエのように、中世的な道徳劇や笑劇を古典劇に結びつけようとした者もいたが、デュ・ベレーは、この主張を拒否し、古典的な悲劇や喜劇をより尊厳あるものへ昇華させた。

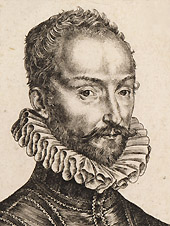
エチエンヌ・ジョデル

プレイヤード派の精神を演劇に適用したエチエンヌ・ジョデルの『囚われのクレオパトラ』（1553年）は、最初のフランス独自の演劇と見なすことができる。それは、五人で演じることなどホラティウスの演劇構造の教唆に従ったものであり、古代の模範と密接に結びついている。つまりは、プロローグが影 (a shade) に導かれ、動きへのコメントや登場人物への直接の語りかけを行う古典的なコーラスがあり、悲劇的な結末がメッセンジャーによって語られたものである。
プレイヤード派ではないが、メラン・ド・サン＝ジュレが翻訳を手掛けたジャン・ジョルジョ・トリッシーノの『ソポニスバ』は、貴族ソポニスバの自殺を語った古代のモデルに基礎を置く最初の近代的な本格悲劇であり、1556年に宮廷で上演されたときには、大成功をおさめた。

### 喜劇
悲劇と並び、ヨーロッパの人文主義者たちは、古代の喜劇も受容した。15世紀イタリアでは、既に人文主義的ラテン語喜劇の形態が発達していた。

#### 喜劇の研究と型
古代人たちは喜劇に関しては余り理論的ではなかったが、人文主義者たちはアエリウス・ドナトゥス、ホラティウス、アリストテレスやテレンスの作品から教えを汲み取り、ルールを設定していった。
- 喜劇は真実を示すことで悪徳を正すことを求めるべきである。
- 大団円であるべきである。
- 喜劇は悲劇よりも通俗的な言葉遣いをするものである。
- 喜劇は国家や指導者の大事件を扱うのでなく、市井の人々の生活を描くものである。
- その主題は愛である。

#### 題材
ロンサールがアリストパネスの『プルートゥス』の部分訳をしたように、古代のモデルに拘る作家もいたが、むしろ全体としては、フランス喜劇はどんな出典からも題材を採った。すなわち、中世的な笑劇、短編物語、イタリアの人文主義喜劇などである。イタリア喜劇の導入に当たっては、ピエール・ド・ラリヴェの役割が大きかった。

### 新しい傾向
16世紀末期の数十年には、4つの異なる劇モデルがフランスの舞台を席巻した。
- コメディア・デラルテ - 1545年にパドヴァで生まれた類型的な特徴を備えた即興劇である。1576年にフランスに招かれた。
- 悲喜劇(Tragicomedy) - 愛、騎士、魔法などが登場する冒険小説の演劇版である。それらの中で最も有名なのは、アリオストの『悲しみのオルランド』を題材にしたロベール・ガルニエの『ブラダマント』である。
- パストラル（牧歌） - ジョヴァンニ・バッティスタ・グアリーニの『忠実な羊飼い』やタッソの『アミンタ』やアントニオ・オンガーロの『アルチェオ』などを模範としたものである。最初のフランス語によるパストラルは、悲劇の短い前座であったが、やがて五人劇に拡大された。ニコラ・ド・モントルーは、3つのパストラルを書いている。『アトレット』（1585年）、『ディアーヌ』（1592年）、『アリメーヌ』（1597年）である。
- 宮廷バレエ - 舞踏と演劇の寓意的・幻想的な混成である。これらで最も有名なのは、『王妃の喜劇的バレエ』（1581年）である。

なお、16世紀末に最も影響力のあったフランス人劇作家は、ロベール・ガルニエである。こうした演劇は17世紀のバロック主義へと引き継がれてゆくこととなる。

## その他
フランス・ルネサンス期の文学は、哲学的思索の領域を始めとする他の諸領域にも見るべきものが多くある。

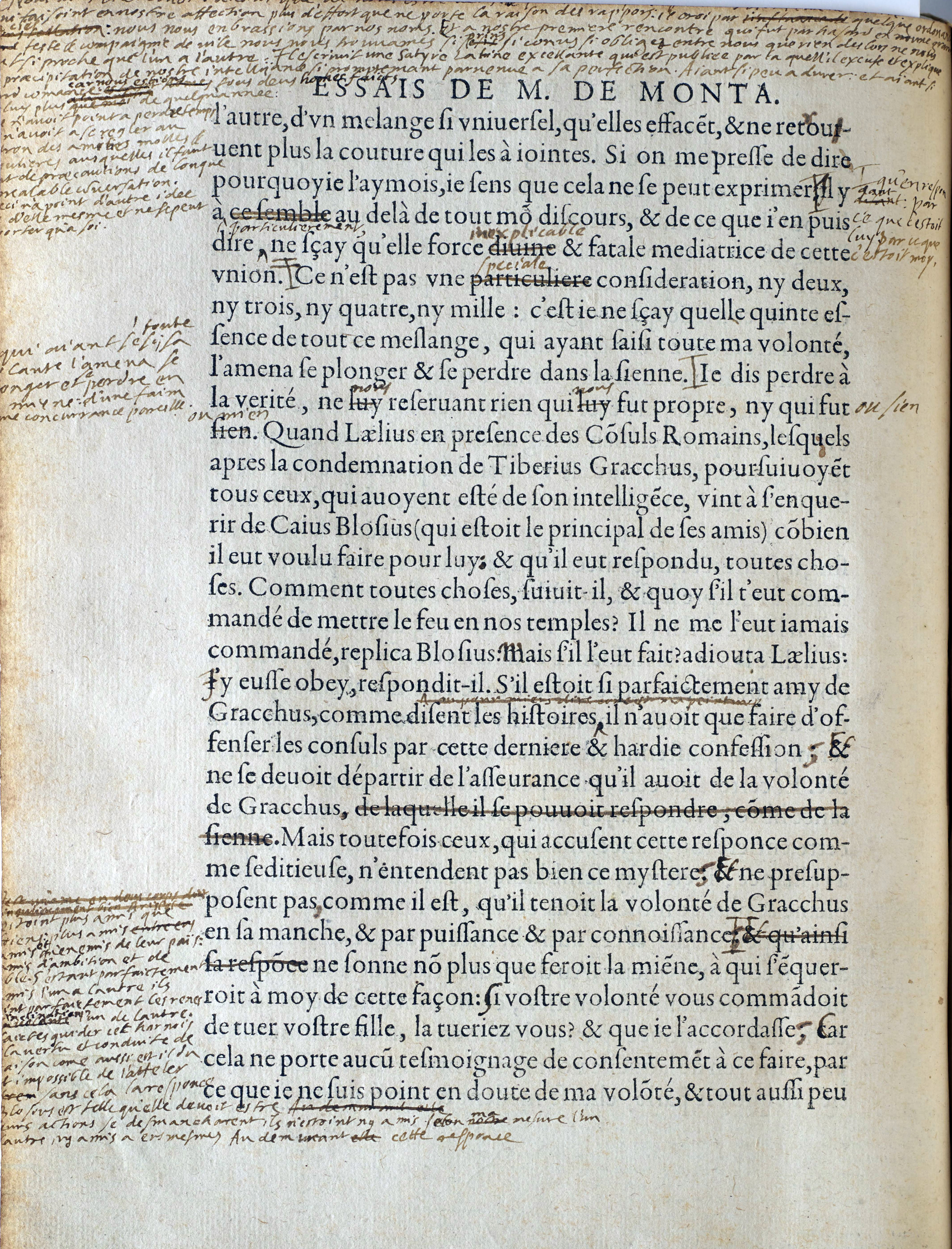
『エセー』

ミシェル・ド・モンテーニュは、最初の近代的な随筆作家であり、深い洞察に満ちた主著『エセー』は、今なお示唆に富む。また、エチエンヌ・パーキエの『フランスの探求』は、モンテーニュとはまた別の、歴史的、政治的、文化的観察の記念碑的作品である。
ルネサンス期はフランス語の正書法をめぐって様々な試みが行われた時期であり、ルイ・メグレとギヨーム・デ・ゾーテルは、16世紀半ばに正書法論争を展開した。
ブラントームは、宮廷男女の伝記的素描を行った。また、ピエール・ド・レトワルの日記は、16世紀後半から17世紀初頭のパリ市民の暮らしぶりを窺う上で貴重である。ただし、彼らの著作が公刊されたのは、死後かなり経ってからのことであった。
書誌の分野では、ラ・クロワ・デュ・メーヌとアントワーヌ・デュ・ヴェルディエが相次いで記念碑的な書誌を刊行し、当時の作家たちの現存しない文献などについても、貴重な証言を提供してくれている。
また、カトリック同盟とナヴァル家のアンリが対立した1585年頃から1594年頃までは、同盟側、王党派双方が夥しいパンフレット類を刊行して文書合戦を繰り広げた。これは、フランス出版史上最初の大規模な文書合戦であり、王党派の側にはエチエンヌ・パーキエなども参加した。これらもまた、ユグノー戦争が当時の文学にもたらした影響の一つということができる。

## 主要作品年表
1. 便宜上、【詩】【長編物語】【短編物語】【悲劇】【喜劇】【その他】で分類している。各分類には、関連の深いもの（詩の場合は作詩論など）も含んでいる。
2. 斜字体は、フランス以外の作品を表している。翻訳と明記されているものは、フランス語訳されたものを指し、記載のないものは、他言語（主にラテン語）のままフランス国内で出版されたものを指す。
3. フランス人が執筆したラテン語作品は、作品名の後に明記。

- 1504年 - 【詩】ジャン・ルメール・ド・ベルジュ『名誉と美徳の寺院』
- 1515年頃 - 【短編物語】フィリップ・ド・ヴィニュール『小説集』（大半は散逸）
- 1515年 - 【その他】ギヨーム・ビュデ『古代貨幣考』
- 1522年 - 【その他】編著者不明『ミラビリス・リベル』
- 1526年 - 【長編物語】（翻訳）ディエゴ・デ・サン・ペドロ『愛の牢獄』（1604年までに13版を数えた）
- 1530年 - 【長編物語】（翻訳）フアン・デ・フロレス『愛の裁き』
- 1531年 – 【詩】マルグリット・ド・ナヴァル『罪深き魂の鏡』
- 1531年 - 【その他】ジュール・セザール・スカリジェ『キケロのためのエラスムスに抗する言説』（ラテン語）
- 1532年 – 【詩】クレマン・マロ『クレマンの若き日』
- 1532年 - 【長編物語】フランソワ・ラブレー『パンタグリュエル』
- 1533年頃 - 【その他】フランソワ・ラブレー『パンタグリュエル占筮』
- 1534年 - 【長編物語】フランソワ・ラブレー『ガルガンチュワ』
- 1536年 - 【詩】エチエンヌ・ドレら『王太子追悼詩集』
- 1536年 - 【その他】（翻訳）アンドレーア・アルチャート『エンブレマタ』
- 1538年 - 【詩】クレマン・マロ『作品集』
- 1538年 - 【詩】ジャン・ド・ヴォゼル『死神の幻影と飾られた顔』
- 1538年 - 【長編物語】エリゼンヌ・ド・クレンヌ『愛から生じる悲痛なる煩悶』
- 1539年 - ヴィレル＝コトレの勅令
- 1539年 - 【詩】ギヨーム・ド・ラ・ペリエール『良き創意の劇場』
- 1539年 - 【長編物語】（翻訳）ディエゴ・デ・サン・ペドロ『アルナルテとルセンダの愛』（1582年までに14版を数えた）
- 1540年 - 【詩】ジル・コロゼ『エカトングラフィー』
- 1541年 - 【その他】ジャン・カルヴァン『キリスト教教程』
- 1542年 - 【その他】ルイ・メグレ『フランス語表記論』
- 1543年 - 【その他】（翻訳）ホラポロ『ヒエログリュピカ』
- 1544年 - 【詩】モーリス・セーヴ『デリー』
- 1544年 - 【長編物語】（散文訳）ルドヴィーコ・アリオスト『怒れるオルランド』
- 1545年 - 【詩】ペルネット・ド・ギエ『韻文集』
- 1545年 - 【短編物語】（翻訳）ジョヴァンニ・ボッカッチョ『デカメロン』
- 1546年 - 【長編物語】フランソワ・ラブレー『第三之書』
- 1546年 - 【長編物語】（翻訳）フランチェスコ・コロンナ『ヒュプネロトマキア・ポリフィリ』
- 1547年 - 【詩】ジャック・ペルチエ・デュ・マン『詩篇集』
- 1547年 - 【詩】メラン・ド・サン＝ジュレ『作品集』
- 1547年 - 【短編物語】ノエル・デュ・ファイユ『田園閑話』
- 1548年 - 【詩】（ジャン・ル・フェーブルによる韻文訳）アルチャート『エンブレマータ』
- 1548年 - 【長編物語】フランソワ・ラブレー『第四之書』
- 1548年 - 【その他】ギヨーム・デ・ゾーテル『フランス古書法論』
- 1549年 - 【詩】ジョアシャン・デュ・ベレー『フランス語の擁護と顕揚』『オリーブ』
- 1549年 - 【詩】ポンチュス・ド・チヤール『恋愛の過ち』
- 1550年 - 【詩】ピエール・ド・ロンサール『オード四部集』
- 1550年 - 【悲劇】テオドール・ド・ベーズ『生贄のアブラハム』
- 1550年 - 【その他】ジャック・ペルチエ・デュ・マン『フランス語の正書法と発音の対話』
- 1551年 - 【詩】クロード・パラダン『英雄的銘句とエンブレム』
- 1552年 - 【詩】ピエール・ド・ロンサール『恋愛詩集』『オード第五集』
- 1552年 - 【詩】ギヨーム・ド・ラ・ペリエール『四界の考察』
- 1552年 - 【詩】バルテルミー・アノー『詩的想像力』（同じ年にラテン語版とフランス語版）
- 1552年 - 【喜劇】エチエンヌ・ジョデル『ウジェーヌ』
- 1552年 - 【その他】ギヨーム・パラダン『当代の歴史』
- 1553年 - 【悲劇】エチエンヌ・ジョデル『囚われのクレオパトラ』
- 1555年 - 【詩】ピエール・ド・ロンサール『続恋愛詩集』
- 1555年 - 【詩】ロンサール、ジャン・ドラ『バックス賛歌』（フランス語 / ラテン語）
- 1555年 - 【詩】ジャック・ペルチエ・デュ・マン『フランス詩法』『愛の中の愛』
- 1555年 - 【詩】ルイーズ・ラベ『作品集』
- 1555年 - 【詩】ノストラダムス『予言集』
- 1556年 - 【詩】ギヨーム・ゲルー『エンブレム第一の書』
- 1556年 - 【悲劇】ジャン・バスチエ・ド・ラ・ペリューズ『メデイア』
- 1556年 - 【その他】ギヨーム・パラダン『続・当代の歴史』
- 1557年 - 【その他】ポンチュス・ド・チヤール『哲学的言説』
- 1558年 - 【詩】ジョアシャン・デュ・ベレー『ローマの古代』『悔悟』『夢』
- 1558年 - 【短編物語】ボナヴァンチュール・デ・ペリエ『新たな娯楽と楽しき懇談』（枠物語）
- 1559年 - 【短編物語】マルグリット・ド・ナヴァル『エプタメロン』（この表題での最初の公刊）
- 1559年 - 【詩】ギヨーム・デ・ゾーテル『ファンフルリュシュとゴーディション』
- 1560年 - 【その他】ピエール・ボエスチュオー『驚倒すべき物語』
- 1560年 - 【喜劇】ジャック・グレヴァン『驚かされた人々』
- 1560年 - 【その他】エチエンヌ・パーキエ『フランスの探求』第一巻
- 1561年 - 【詩】ジュール・セザール・スカリジェ『詩学』（ラテン語）
- 1561年 - 【喜劇】コンラッド・バディウス『病気の教皇の喜劇』
- 1562年 - 【詩】モーリス・セーヴ『小宇宙』
- 1563年 - 【悲劇】ジャン・ド・ラ・タイユ『狂人サウル』
- 1564年 - 【長編物語】ラブレー(?)『第五之書』
- 1565年 - 【詩】レミ・ベロー『牧歌』
- 1565年 - 【喜劇】ジャン＝アントワーヌ・ド・バイフ『エウヌクス』（テレンスの喜劇の翻案）
- 1568年 - 【詩】アントワーヌ・デュ・ヴェルディエ『戦争と平和のアンチテーゼ』
- 1571年 - 【詩】エチエンヌ・ド・ラ・ボエチー『フランス語詩集』
- 1571年 - 【詩】ジョルジェット・ド・モントネー『エンブレムあるいはキリスト教的銘句』
- 1571年 - 【長編物語】フランソワ・ド・ベルフォレ『ピレネー』
- 1572年 - 【詩】ピエール・ド・ロンサール『フランシアード』
- 1572年 - 【短編物語】エチエンヌ・タブーロ・デ・ザコール『雑集』
- 1572年 - 【短編物語】ジャック・イヴェル『イヴェルの春』
- 1572年 - 【悲劇】ジャン・ド・ラ・タイユ『悲劇の技芸』
- 1573年 - 【悲劇】ロベール・ガルニエ『ユダヤ人』
- 1573年 - 【その他】アンブロワーズ・パレ『外科医の二書』
- 1574年 - 【その他】ピエール・ド・レトワル『日記』（以降1611年まで）
- 1575年 - 【詩】アグリッパ・ドービニェ『惨状』
- 1575年 - 【その他】ジャン・ド・ノートルダム『古プロヴァンスの最も名高い詩人たちの生涯』
- 1576年 - 【その他】ジャン・ボダン『国家論』
- 1578年 – 【詩】ギヨーム・ド・サリュスト・デュ・バルタス『一週間』
- 1578年 - 【悲劇】ロベール・ガルニエ『マルク＝アントワーヌ』
- 1578年 - 【その他】ジャン・ド・レリ『ブラジル旅行記』
- 1578年 - 【その他】アンリ・エチエンヌ『イタリア語化された新フランス語の対話二篇』
- 1579年 - 【喜劇】ピエール・ド・ラリヴェ『最初の6つの喜劇』
- 1580年 - 【詩】エチエンヌ・ド・ラ・ボエチー『ソネット集』
- 1580年 - 【その他】ミシェル・ド・モンテーニュ『エセー』
- 1580年 - 【その他】ベルナール・パリッシー『水と泉の驚異の言説』
- 1581年 - 【詩】ジャン＝アントワーヌ・ド・バイフ『宝庫、教訓及び格言』
- 1583年 - 【短編物語】ベニーニュ・ポワスノ『夏』
- 1584年 - 【詩】ジャン＝ジャック・ボワサール『エンブレマタ』（ラテン語）
- 1584年 - 【その他】ラ・クロワ・デュ・メーヌ『ラ・クロワ・デュ・メーヌ殿の蔵書第1巻』
- 1585年 - 【長編物語】ニコラ・ド・モントルー『ジュリエットの牧歌』
- 1585年 - 【短編物語】ヴェリテ・アバン『悲しくもあり楽しくもある新たな物語』
- 1585年 - 【その他】アントワーヌ・デュ・ヴェルディエ『アントワーヌ・デュ・ヴェルディエの蔵書』
- 1587年 - 【長編物語】（散文訳）トルクァート・タッソ『解放されたエルサレム』
- 1588年 – 【詩】ジャン・ド・スポンド『キリスト教的な数篇の詩の随想』
- 1594年 - 【悲劇】ニコラ・ド・モントルー『イザベル』『クレオパトラ』
- 1596年 - 【長編物語】匿名『ラ・マリアーヌ・デュ・フィロメーヌ』
- 1597年 - 【詩】マルク・ド・パピヨン『作品集』